# Sebastián Castedo Palero
Sebastián Castedo Palero (Madrid, 10 de junio de 1871-Madrid, 3 de enero de 1953) fue un político español, ministro de Economía Nacional durante la dictadura de Primo de Rivera.

## Biografía
Nacido el 10 de junio de 1871 en Madrid, fue funcionario del Cuerpo Pericial de Aduanas, organismo en el que llegó a jefe de Administración de la Dirección General de Aduanas. También desempeñó varios cargos en los ministerios de Fomento y Trabajo.
Miembro de la Asamblea Nacional Consultiva de la dictadura de Primo de Rivera entre 1927 y 1930 en la condición de representante del Estado, desempeñó el cargo de ministro de Economía Nacional entre el 21 de enero y el 30 de enero de 1930.
Falleció el 3 de enero de 1953 en su ciudad natal.
Autor de libros de tema técnico, entre ellos destacan un Tratado de Tecnología Industrial y El radio y el selenio, revolucionarios del mundo.